# Roy Makaay
Roy Maakay, född 9 mars 1975 i Wijchen i Nederländerna, är en före detta professionell fotbollsspelare (anfallare) som mellan 1996 och 2005 spelade 42 matcher och gjorde sex mål för det nederländska landslaget.
Efter att ha gjort 29 ligamål för Deportivo säsongen 2002-2003 vann han Guldskon som tilldelas Europas bäste målskytt varje år.

## Meriter
- Landslagsspelare
- EM i fotboll: 2004